# Gare de Malines-Nekkerspoel
La gare de Malines-Nekkerspoel (en néerlandais : station Mechelen-Nekkerspoel) est une gare ferroviaire belge des lignes : 25, de Bruxelles-Nord – Anvers (Y Luchtbal), 27 de Bruxelles-Nord à Anvers-Central et 27B (contournement de Malines). Elle est située en périphérie de l'enceinte historique de la ville de Malines, dans la province d'Anvers en Région flamande.
Elle est mise en service en 1879 par les Chemins de fer de l’État belge, seulement pour les marchandises et les chevaux, devient une halte à voyageurs en 1903 et une véritable gare en 1912, lorsque le bâtiment de la gare est inauguré.

## Histoire
En 2022, après la fermeture des guichets, la librairie pour enfants Pardoes déménage pour s'installer le bâtiment de la gare. Le hall de la gare accueille la librairie et des bureaux se trouvent à l'étage.

## Service des voyageurs

### Accueil
Halte SNCB, Malines-Nekkerspoel est un point d'arrêt non géré (PANG) à accès libre. Des écrans d'informations et automates de vente sont disposés dans le tunnel d'accès aux voies.

### Desserte
Malines-Nekkerspoel est desservie par des trains InterCity (IC), Suburbains (S) et d'Heure de pointe (P) de la SNCB.

#### Semaine
Quatre dessertes régulières cadencées à l’heure s'arrêtent à la gare du Nekkerspoel :
- des trains à arrêts fréquents de la ligne S1 du RER bruxellois, reliant Nivelles à Anvers-Central (deux par heure) ;
- des trains IC-31 entre Bruxelles-Midi et Anvers-Central.

Il existe aussi quelques trains supplémentaires en heure de pointe :
- un train P de Neerpelt à Bruxelles-Midi via Mol, Olen, Herentals et Lier (le matin, retour l’après-midi) ;
- un train P de Mol à Bruxelles-Midi (le matin, retour l’après-midi).

#### Week-ends et jours fériés
Le samedi, en plus des trains S1 qui circulent à la même fréquence qu'en semaine, la gare possède deux dessertes IC (IC-22 et -31) ; ces derniers roulent jusque Charleroi-Central.
Le dimanche, la desserte est identique avec un train S1 en moins. Les dimanches soirs en période scolaire, deux trains P permettant aux étudiants de province de rejoindre Louvain s'arrêtent à Malines-Nekkerspoel mais pas à la gare de Malines. Ils partent respectivement de Mol et Hamont, desservent Louvain et ont Sint-Joris-Weert comme terminus.

### Intermodalité
Les autobus De Lijn desservent les abords de la gare, notamment la ligne urbaine 1 des autobus de Malines (nl).
Un service de vélos de location Blue Bike est organisé au départ de la gare.

### Accessibilité
Les quais sont accessibles au moyen d'escalators, uniquement dans le sens de la montée. La descente depuis les quais est uniquement possible par un haut escalier. Les quais et le bâtiment de la gare permettent un accès de plain-pied.
L'accueil des personnes à mobilité réduite est pris en charge par la SNCB, du matin au début d'après-midi.

## Comptage voyageurs
Ce graphique et tableau montre le nombre de voyageurs embarquant en moyenne durant la semaine, le samedi et le dimanche.
| Nombre de passagers qui embarquent à la gare de Malines-Nekkerspoel | Nombre de passagers qui embarquent à la gare de Malines-Nekkerspoel | Nombre de passagers qui embarquent à la gare de Malines-Nekkerspoel | Nombre de passagers qui embarquent à la gare de Malines-Nekkerspoel |
|                                                                     | Semaine                                                             | Samedi                                                              | Dimanche                                                            |
| ------------------------------------------------------------------- | ------------------------------------------------------------------- | ------------------------------------------------------------------- | ------------------------------------------------------------------- |
| 1977                                                                | 2 366                                                               | 417                                                                 | 305                                                                 |
| 1978                                                                | 2 450                                                               | 444                                                                 | 312                                                                 |
| 1979                                                                | 2 362                                                               | 393                                                                 | 280                                                                 |
| 1980                                                                | 2 411                                                               | 383                                                                 | 285                                                                 |
| 1981                                                                | 2 526                                                               | 387                                                                 | 255                                                                 |
| 1982                                                                | 1 940                                                               | 325                                                                 | 274                                                                 |
| 1983                                                                | 2 284                                                               | 370                                                                 | 272                                                                 |
| 1984                                                                | 1 768                                                               | 315                                                                 | 192                                                                 |
| 1985                                                                | 1 845                                                               | 284                                                                 | 214                                                                 |
| 1986                                                                | 1 826                                                               | 238                                                                 | 194                                                                 |
| 1987                                                                | 1 735                                                               | 226                                                                 | 243                                                                 |
| 1988                                                                | 2 080                                                               | 311                                                                 | 293                                                                 |
| 1989                                                                | 1 933                                                               | 368                                                                 | 250                                                                 |
| 1990                                                                | 2 846                                                               | 352                                                                 | 269                                                                 |
| 1991                                                                | 2 294                                                               | 361                                                                 | 401                                                                 |
| 1992                                                                | 1 978                                                               | 277                                                                 | 297                                                                 |
| 1993                                                                | 2 246                                                               | 305                                                                 | 240                                                                 |
| 1994                                                                | 1 844                                                               | 264                                                                 | 289                                                                 |
| 1995                                                                | 2 257                                                               | 295                                                                 | 245                                                                 |
| 1996                                                                | 2 428                                                               | 283                                                                 | 286                                                                 |
| 1997                                                                | 1 971                                                               | 379                                                                 | 311                                                                 |
| 1998                                                                | 1 731                                                               | 362                                                                 | 226                                                                 |
| 1999                                                                | 1 422                                                               | 339                                                                 | 208                                                                 |
| 2000                                                                | 1 514                                                               | 380                                                                 | 335                                                                 |
| 2001                                                                | 1 535                                                               | 390                                                                 | 284                                                                 |
| 2002                                                                | 1 463                                                               | 456                                                                 | 236                                                                 |
| 2003                                                                | 1 418                                                               | 358                                                                 | 250                                                                 |
| 2004                                                                | 1 532                                                               | 402                                                                 | 318                                                                 |
| 2005                                                                | 1 604                                                               | 390                                                                 | 326                                                                 |
| 2006                                                                | 1 521                                                               | 720                                                                 | 344                                                                 |
| 2007                                                                | 1 768                                                               | 461                                                                 | 542                                                                 |
| 2008                                                                | -                                                                   | -                                                                   | -                                                                   |
| 2009                                                                | 2 372                                                               | 388                                                                 | 222                                                                 |
| 2010                                                                | -                                                                   | -                                                                   | -                                                                   |
| 2011                                                                | -                                                                   | -                                                                   | -                                                                   |
| 2012                                                                | 1 771                                                               | 436                                                                 | 297                                                                 |
| 2013                                                                | 1 635                                                               | 427                                                                 | 307                                                                 |
| 2014                                                                | 1 770                                                               | 432                                                                 | 524                                                                 |
| 2015                                                                | 1 917                                                               | 838                                                                 | 461                                                                 |
| 2016                                                                | 1 758                                                               | 788                                                                 | 661                                                                 |
| 2017                                                                | 1 836                                                               | 742                                                                 | 544                                                                 |
| 2018                                                                | 1 991                                                               | 1 150                                                               | 820                                                                 |
| 2019                                                                | 2 180                                                               | 1 117                                                               | 855                                                                 |
| 2020                                                                | 1 378                                                               | 849                                                                 | 657                                                                 |
| 2021                                                                | -                                                                   | -                                                                   | -                                                                   |
| 2022                                                                | 1 707                                                               | 1549                                                                | 1170                                                                |
| 2023                                                                | 2 105                                                               | 1 489                                                               | 1 288                                                               |
| 2024                                                                | 1 981                                                               | 1 388                                                               | 1 350                                                               |

## Galerie de photographies

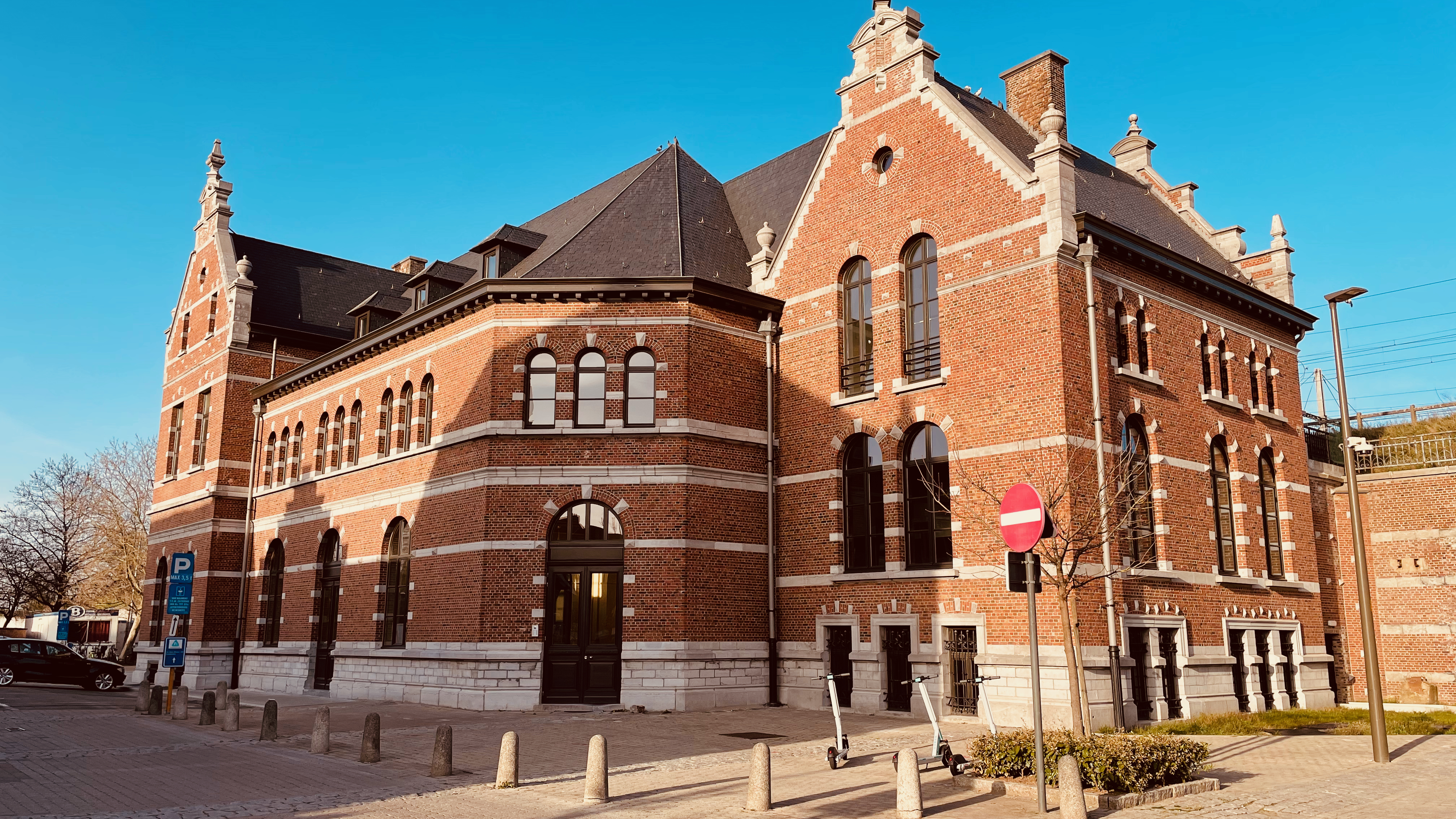
La gare en 2021.
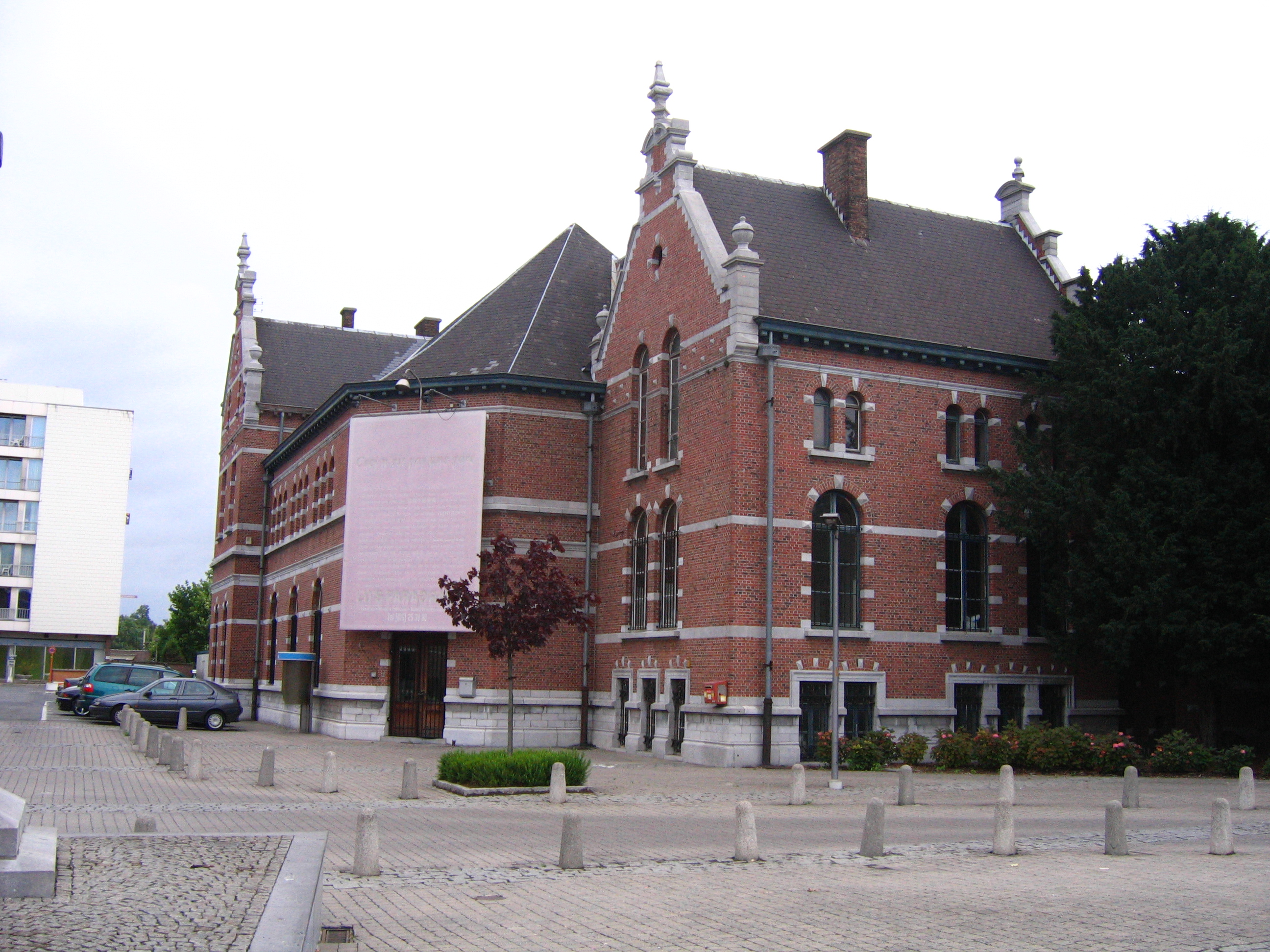
En 2008.
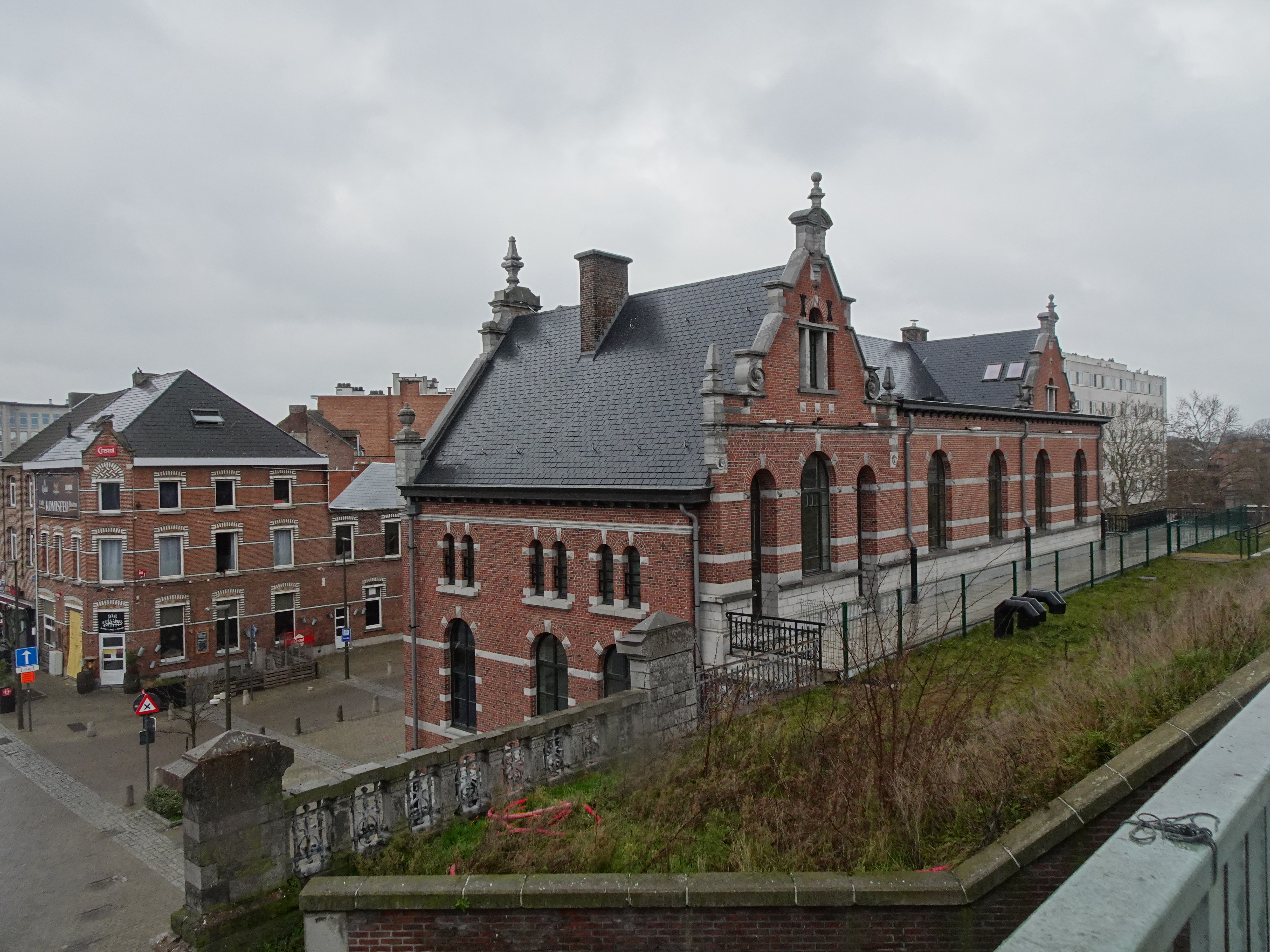
Niveau supérieur.
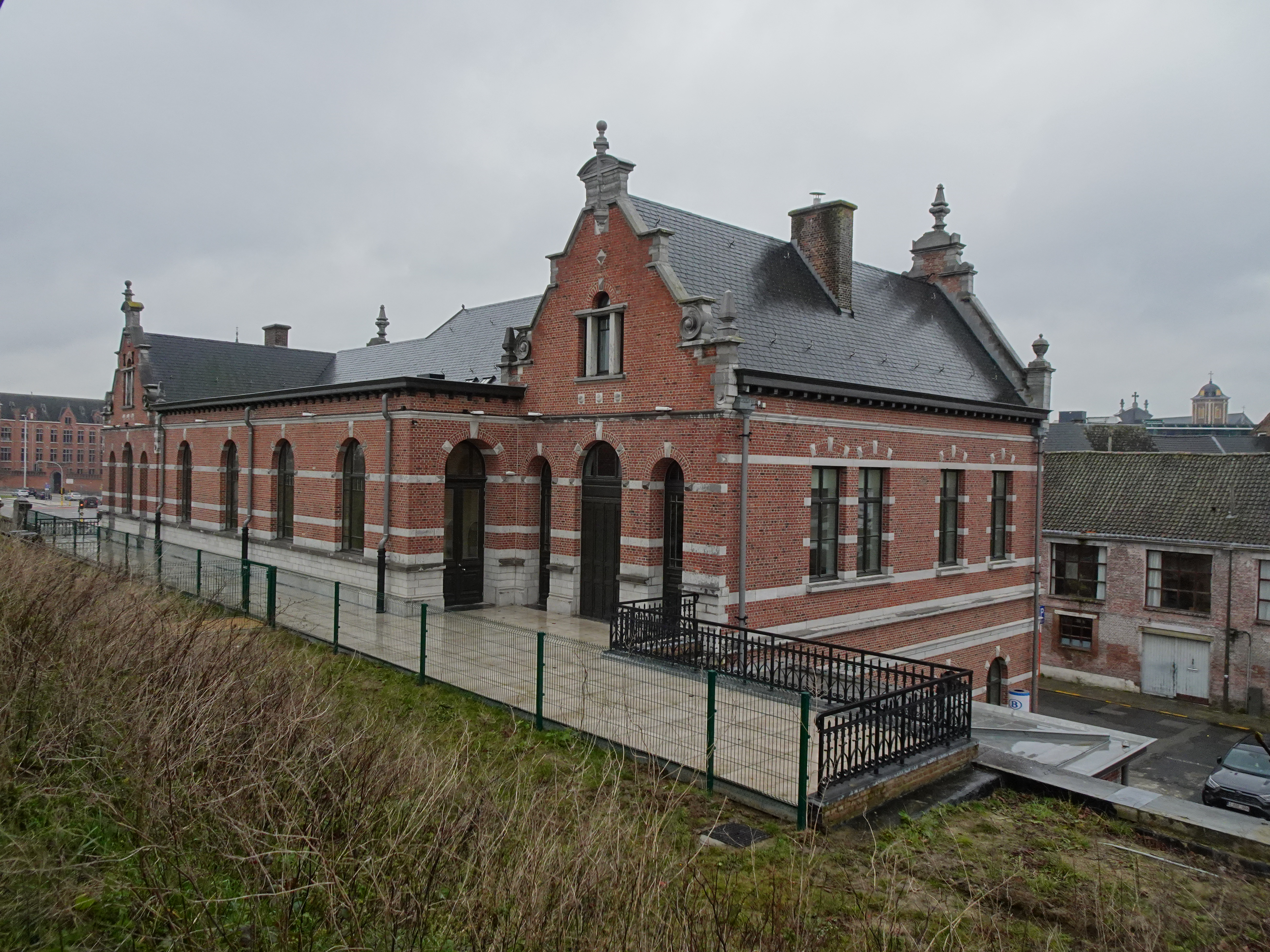
Ancien quai no 1.
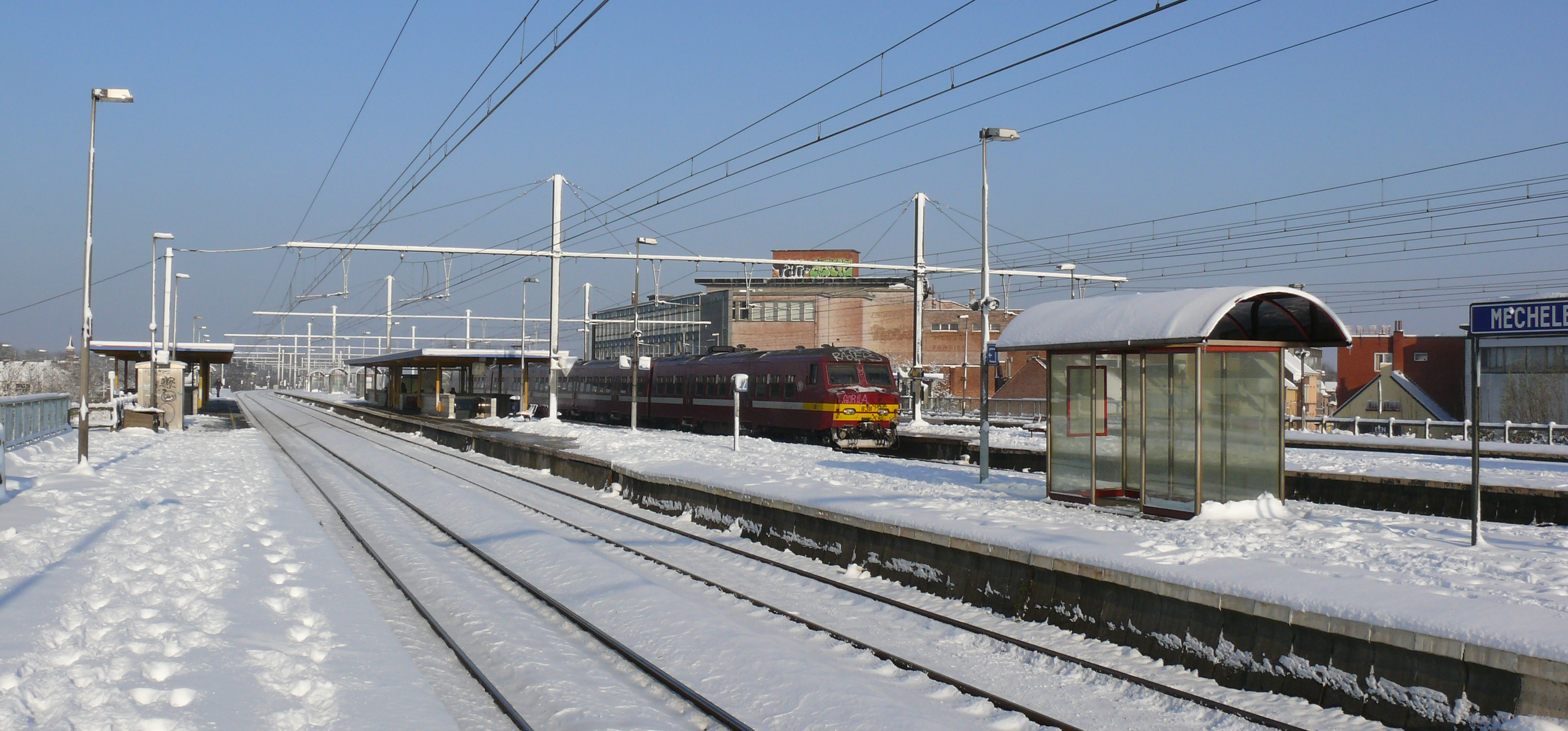
Quais de la gare.
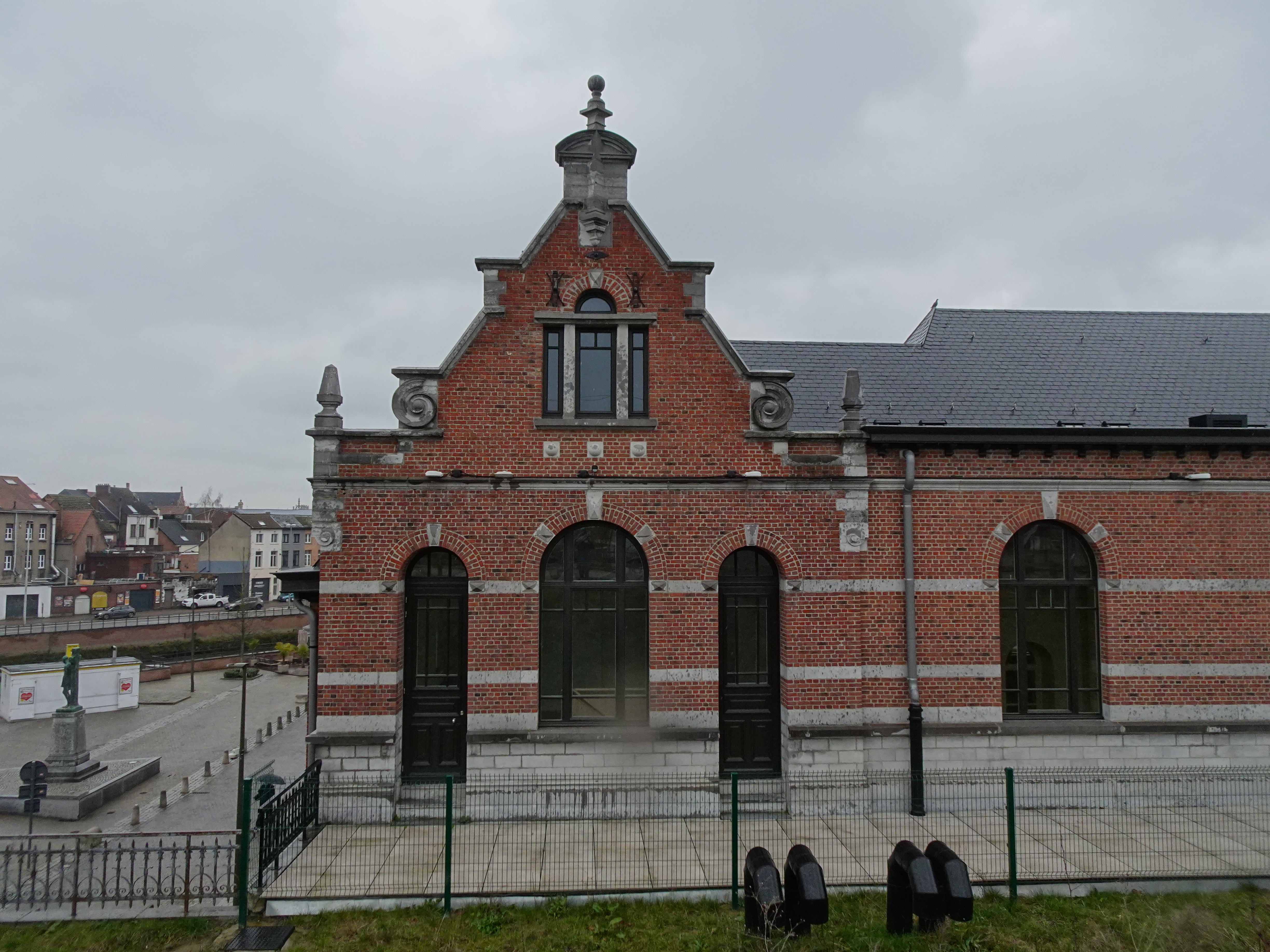
Détail de la façade.
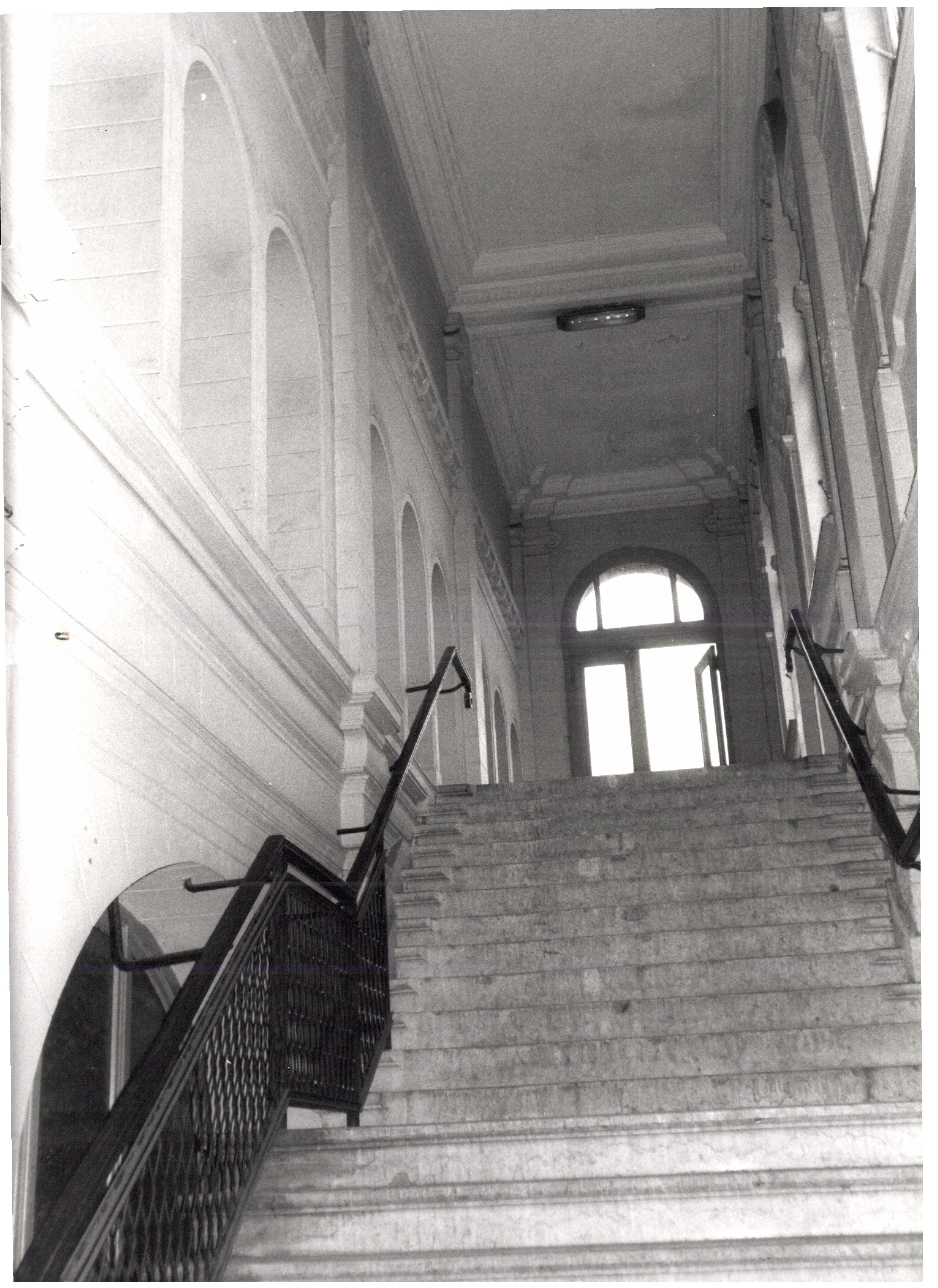
Grand escalier.
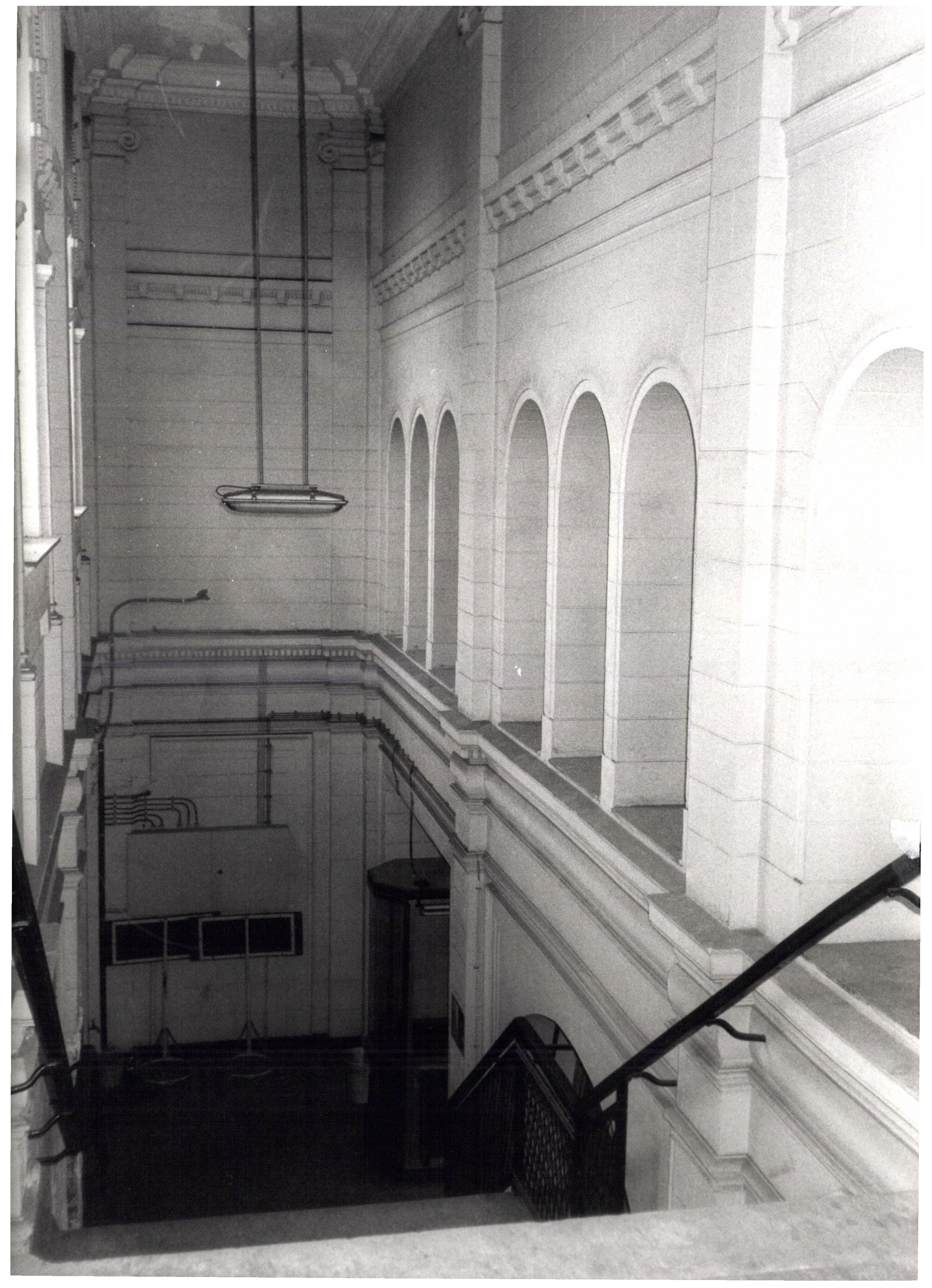
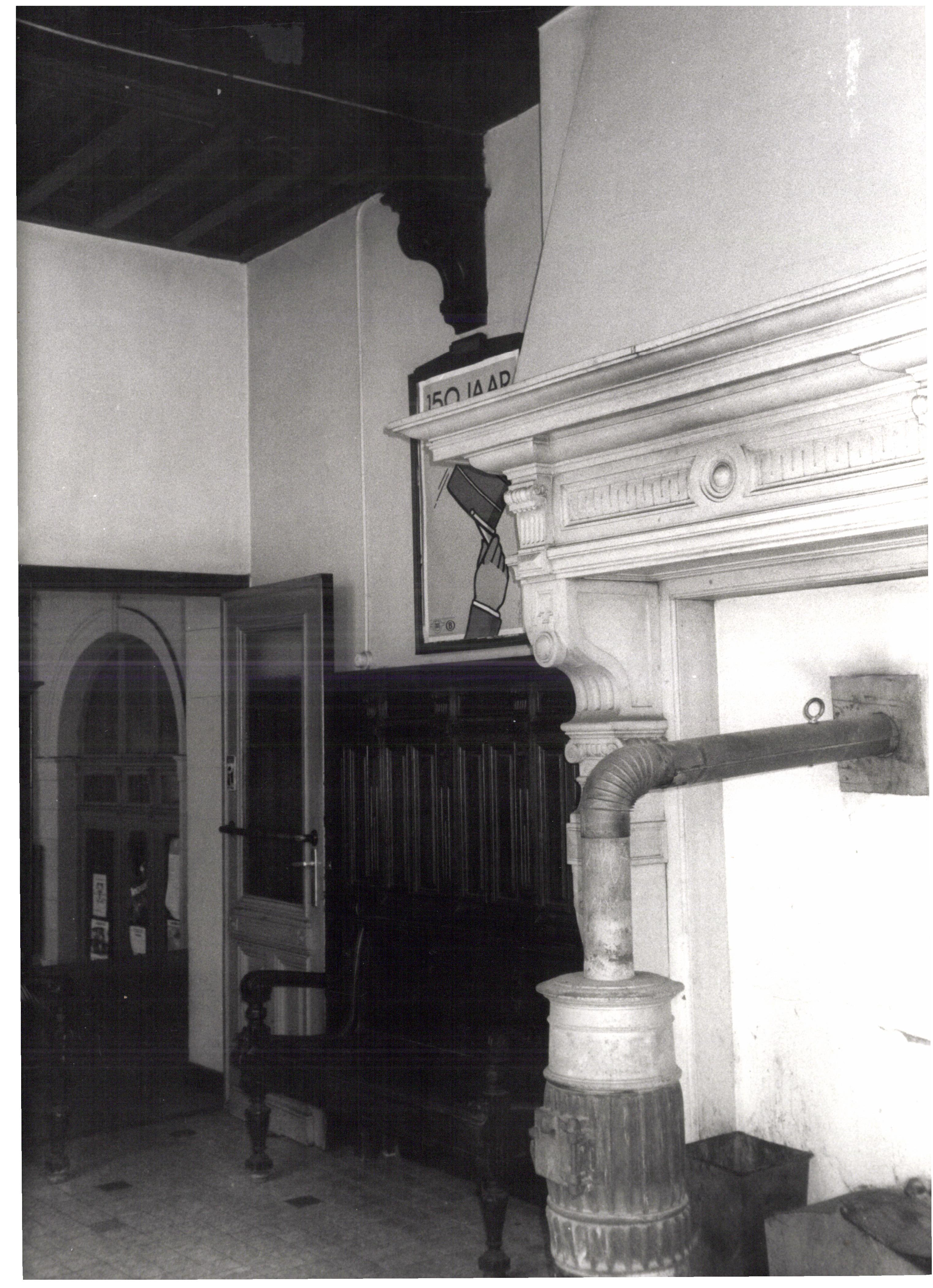
Ancienne salle d'attente.
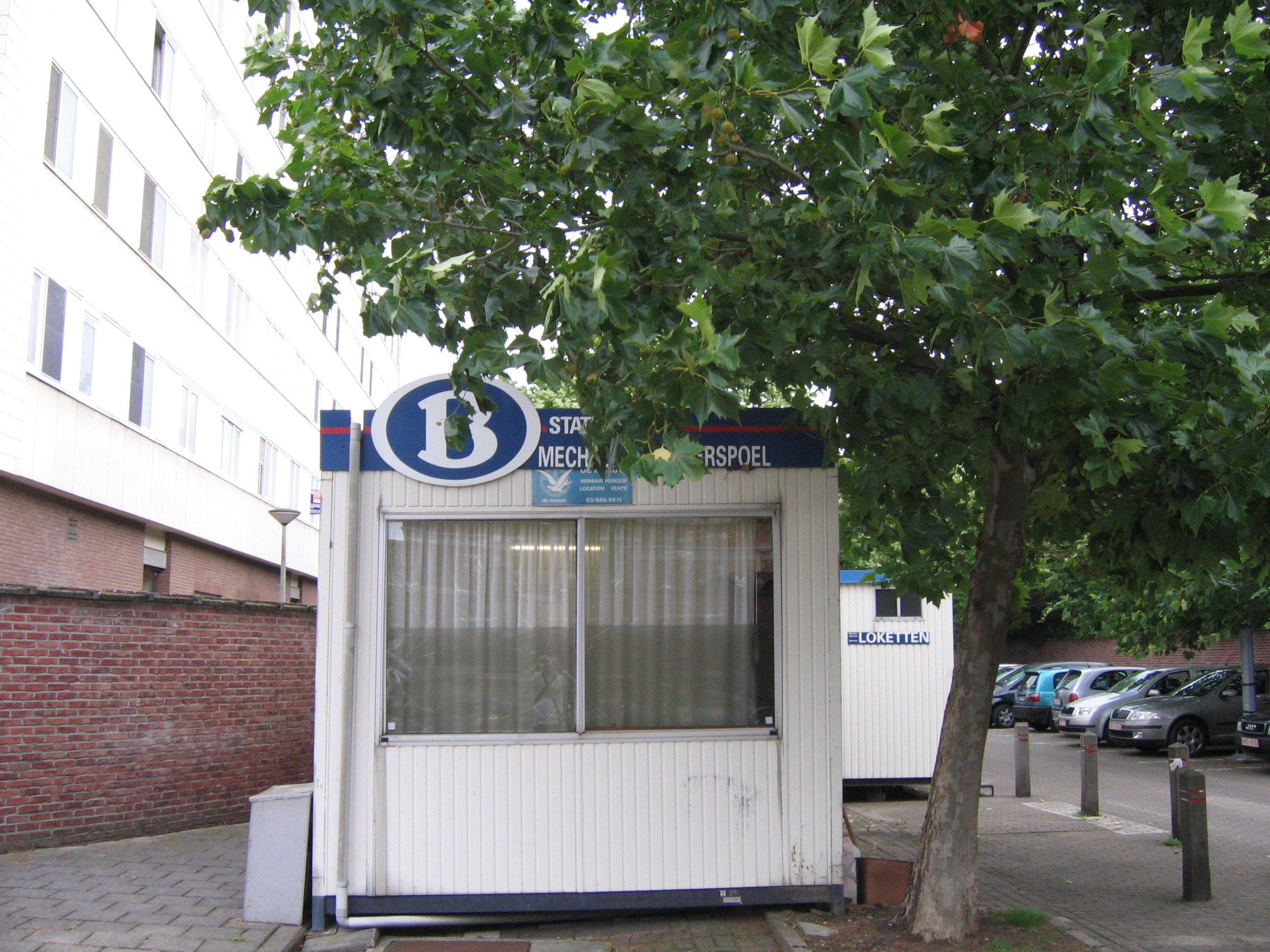
Guichet provisoire (1997-2019).
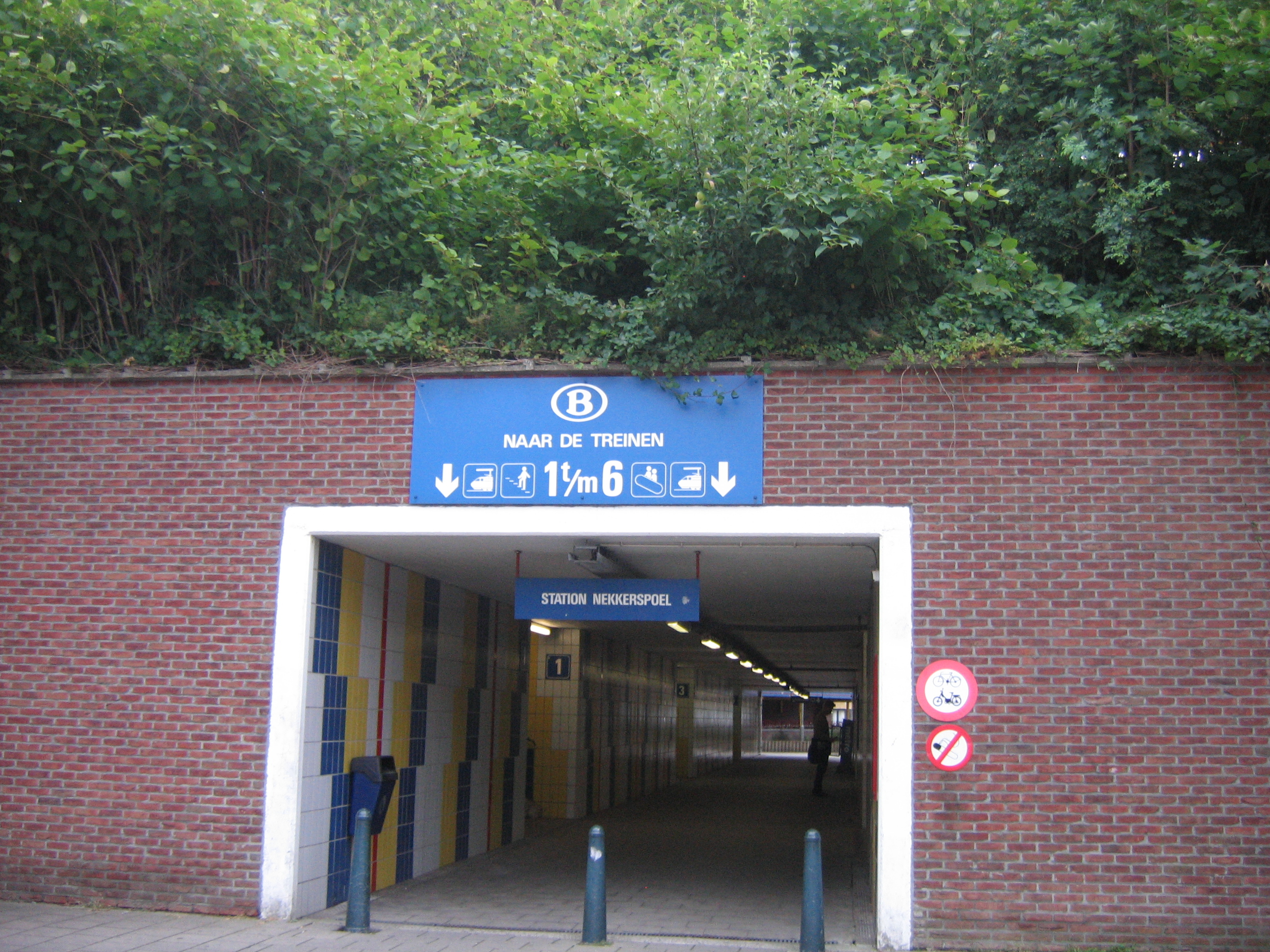
Nouveau couloir sous voies.